# Colostethus machalilla
Epipedobates machalilla là một loài ếch thuộc họ Dendrobatidae. Đây là loài đặc hữu của Ecuador. Môi trường sống tự nhiên của chúng là rừng khô nhiệt đới hoặc cận nhiệt đới, vùng cây bụi khô khu vực nhiệt đới hoặc cận nhiệt đới, và sông ngòi. Chúng hiện đang bị đe dọa vì mất môi trường sống.